# Perdita sexnotata
Perdita sexnotata är en biart som beskrevs av Timberlake 1964. Perdita sexnotata ingår i släktet Perdita och familjen grävbin. Inga underarter finns listade i Catalogue of Life.